# Anton Dorfmeister
Anton Dorfmeister, detto Toni (Henndorf, 21 gennaio 1912 – Celje, 3 febbraio 1945), è stato un politico austriaco iscritto al NSDAP, consigliere del distretto di Celje e a capo del distretto della Stiria, fu determinante nell'attuazione della politica razziale ed etnica nazista nella regione della Stiria.

## Biografia
Nacque a Henndorf nel distretto ungherese di Szentgotthárd, crebbe nella vicina Wallendorf dove il padre lavorò come insegnante. Questa regione, tra i fiumi Lafnitz e Raab, nel dicembre 1921 fu annessa al distretto di Jennersdorf del neonato Burgenland.
Fu tra i fondatori del primo gruppo della Gioventù Hitleriana nel Burgenland. Dal giugno 1932 fu direttore della propaganda del NSDAP nel distretto di Jennersdorf e il 10 luglio 1932 aderì al partito nazista (nº 1.207.404). Dopo che il partito fu bandito il 19 giugno 1933, Dorfmeister continuò a operare illegalmente e prese parte al Putsch di luglio nel 1934. Per evitare l'arresto fuggì in Germania e dal 1935 assunse la direzione del dipartimento di frontiera e degli esteri nella Direzione della gioventù del Reich.
Dopo l'annessione dell'Austria seguì il Gauleiter Sigfried Uiberreither e fu incaricato di riordinare il Volkstumsarum oltre che dirigere l'Istituto della Germania sudorientale a Graz. In più, diresse l'ufficio di Ribbentrop nel distretto della Stiria, fu a capo dell'associazione distrettuale dell'Associazione popolare per i tedeschi all'estero (in tedesco: Volksbund für der Deutschtum im Ausland, VDA) e lavorò come ufficiale delle etnie presso l'Ufficio di propaganda del Reich nella Stiria. Nel 1939 divenne capo del neonato Gau Grenzlandamt e successivamente diresse il Volksdeutsche Mittelstelle (VoMi) a Graz.
Dopo aver completato il servizio militare presso una divisione delle Waffen-SS nel 1940, tornò a Graz come caposquadra delle SS, all'inizio del 1941 assunse alcuni incarichi a Budapest per conto del Ministero degli Esteri come ufficiale presso l'ambasciata tedesca. Dopo l'occupazione della Bassa Stiria nell'aprile 1941, il Gauleiter della Stiria Siegfried Uiberreither riunì il suo staff in qualità di Capo dell'Amministrazione Civile (CdZ) e nominò un commissario politico per l'amministrazione e la riorganizzazione dei dodici distretti rurali e dei tre urbani. Il 14 aprile 1941 fu assegnato al distretto di Celje come commissario politico e il 10 maggio 1941 fu nominato anche capo distretto dell'Associazione per la Patria della Stiria. Dopo la riorganizzazione dei distretti amministrativi della Bassa Stiria, il 1º luglio 1941 il suo mandato fu ampliato al nuovo distretto di Celje.
Il distretto di Celje fu il distretto amministrativo più esteso della Bassa Stiria in termini di superficie e popolazione e, al 31 ottobre 1941, contava 143.410 abitanti con una superficie di 1.812 km², distribuiti su 32.276 famiglie in 33 comuni, il solo comune di Celje contava 18.190 residenti e 4.598 famiglie. La responsabilità del circondario di Celje prima come commissario politico e poi come amministratore distrettuale dal gennaio 1942, fu molto ampia e complessa, estesa in particolare a due uffici:
- Amministrazione del Reich con sei sottosettori: 
  1. Affari politici, generali e di polizia nonché supervisione dei comuni;
  2. Affari economici;
  3. Gestione della gendarmeria distrettuale;
  4. Dipartimento della sanità;
  5. Affari veterinari;
  6. Distretto autorità scolastica.
- Amministrazione distrettuale con due sottosettori: 
  1. Questioni generali e finanziarie, compiti di approvvigionamento;
  2. Questioni di economia di guerra.

Fin dall'inizio l'intero lavoro di Dorfmeister fu determinato dall'accesa politica etnica, il cui obiettivo finale fu quello di attuare la completa germanizzazione e nazificazione della popolazione nelle zone occupate, tra cui: la deportazione degli sloveni e degli oppositori del regime, la deportazione di tutti gli immigrati dal 1918, lo scioglimento di tutte le organizzazioni slovene e la confisca dei loro beni, nonché la rimozione delle iscrizioni in lingua slovena.
I primi arresti di massa avvennero il 16 aprile 1941, a maggio 1941 furono incarcerate più di 700 persone a Celje e lasciate in attesa della deportazione: furono internati nel convento dei cappuccini confiscato e nella prigione cittadina. Il 7 giugno 1941, il primo treno con a bordo 300 sfollati arrivò a Arandjelovac in Serbia. Due giorni dopo, il 9 giugno, 357 pazienti furono prelevati dall'ospedale psichiatrico e trasferiti a Graz, in seguito la maggior parte dei pazienti fu trasportata a Hartheim per il cosiddetto trattamento speciale.

## Resistenza e ritorsione
Con la nascita del Fronte di Liberazione del Popolo Sloveno (Osvobodilna Fronta, OF-Celje), il 6 luglio 1941, si formò la resistenza slovena contro la potenza occupante tedesca. Due settimane dopo, il 20 luglio 1941, venne costituita la Celjska četa, il primo gruppo partigiano del circondario. Iniziarono le prime azioni di sabotaggio, incursioni e furti a scopo di rifornimento, inoltre i contadini furono costretti a sostenere i partigiani e, in caso contrario, furono minacciati di fucilazione o di far bruciare le loro fattorie. Le misure di ritorsione tedesche furono altrettanto brutali.
La prima esecuzione collettiva ebbe luogo nel cortile della prigione di Celje il 4 settembre 1941, quando dieci ostaggi furono fucilati come rappresaglia per un attacco partigiano. Il 26 ottobre 1941 una banda partigiana attaccò il castello Štrovsenek presso Braslovče: il proprietario terriero Ivan Čmak, sua moglie Štefanij e il giardiniere Johan Bobek furono rapiti come ostaggi e uccisi poco lontano.
Dagli appunti conservati degli atti delle riunioni del personale dell'amministrazione civile nazista, che all'epoca si svolgevano ogni quindici giorni o tre settimane, risulta chiaro che Dorfmeister era sempre ben informato di tutti gli eventi nel suo distretto e fu coinvolto in modo significativo nelle rappresaglie e nei crimini contro il movimento di resistenza e contro la popolazione. Nella riunione dello staff del 29 giugno 1942 Dorfmeister stilò il seguente rapporto sulla situazione:
L'annuncio venne presto attuato brutalmente: il 7 luglio 1942, senza alcuna decisione del tribunale, 37 prigionieri persero la vita in un'esecuzione collettiva nel cortile della prigione di Stari Pisker, poco dopo, il 22 luglio, altre 100 persone, tra cui alcune donne. Durante la sparatoria del 22 luglio, un uomo della Gestapo fotografò segretamente la scena. Il 30 luglio morirono altri 70 ostaggi fucilati.

## Morte
La mattina del 2 febbraio 1945, tornando a casa da una riunione d'affari, Dorfmeister si unì a un convoglio di camion del 14º reggimento di polizia delle SS a Slovenske Konjiceche, sulla strada per Celje. L'auto di Dorfmeister, guidata dal suo autista, viaggiava in mezzo al corteo carico di materiale bellico e munizioni. In una valle solitaria a circa 3 km a nord-est di Stražica, il convoglio fu attaccato dai partigiani. Anche Dorfmeister fu gravemente ferito. Il suo autista, rimasto solo leggermente ferito, riuscì a scappare in macchina e portare Dorfmeister all'ospedale di Celje dove morì il 3 febbraio 1945 per un grave trauma cranico.
Il 5 febbraio 1945, Dorfmeister fu sepolto nel cimitero della città di Celje. Alle pompose cerimonie funebri partecipò la popolazione oltre le delegazioni dell'esercito, della polizia e anche gran parte dei nazisti locali. Il Gauleiter e governatore del Reich Sigfried Uiberreither concluse il discorso con le parole:"Ha vissuto una vita degna di ogni onore".
Lo SS-Obergruppenführer e generale delle Waffen-SS Erwin Rösener, SS- und Polizeiführer del Distretto Militare XVIII, partecipò al funerale e dispose l'impiccagione di cento ostaggi sul luogo dell'attentato il 12 febbraio 1945 come "punizione" per la morte di Dorfmeister. Questo brutale crimine, commesso solo tre mesi prima della fine della guerra, passò alla storia come il massacro di Frankolovo.